# Andriej Zalizniak
Andriej Anatoljewicz Zalizniak (ros. Андрей Анатольевич Зализняк; ur. 29 kwietnia 1935 w Moskwie, zm. 24 grudnia 2017 tamże) – rosyjski językoznawca. Specjalizował się w lingwistyce historycznej i dialektologii.
W 1987 r. został członkiem korespondentem Akademii Nauk ZSRR.
Kształcił się na Moskiewskim Uniwersytecie Państwowym, na Sorbonie oraz w paryskiej École normale supérieure.
Pochowany na Cmentarzu Trojekurowskim w Moskwie.

## Twórczość (wybór)
- Andriej Zalizniak. Russkoje imianoje słowoizmienienije. Moskwa, 1967.
- Andriej Zalizniak. Grammaticzeskij słowarʹ russkogo jazyka. Moskwa, 1977 (dalsze wydania: 1980, 1987, 2003).
- Andriej Zalizniak. Grammaticzeskij oczerk sanskrita. (Sanskritsko-russkij słowarʹ), Moskwa, 1978.
- Andriej Zalizniak. Driewnienowgorodskij dialekt. Jazyki sławianskoj kultury: Moskwa. 2004.
- Andriej Zalizniak. O łożnoj lingwistikie i kwaziistorii